# Плајури (Алба)
Плајури (рум. Plaiuri) насеље је у Румунији у округу Алба у општини Пиану. Општина се налази на надморској висини од 675 m.

## Становништво
Према подацима из 2002. године у насељу је живело 83 становника, од којих су сви румунске националности.